# Mauro Aparecido dos Santos
Mauro Aparecido dos Santos (Fartura, São Paulo;  9 de noviembre de 1954 - Cascavel, Paraná; 11 de marzo de 2021) fue un arzobispo católico brasileño. Fue arzobispo de Cascavel entre 2008 y 2021. Anteriormente, fue obispo de Campo Mourão, entre 1998 y 2008.

## Biografía
Mauro Aparecido dos Santos se graduó en filosofía y teología en Jacarezinho. Fue ordenado sacerdote el 13 de mayo de 1984 en el mismo municipio. Entre el 11 de enero de 1992 y el 31 de enero de 1997, dos Santos ocupó el cargo de párroco en la parroquia Santa Terezinha do Menino Jesús, en Bandeirantes. Entre el 2 de febrero de 1995 y el 31 de julio de 1998 fue vicario general de la diócesis de Jacarezinho. El 2 de febrero de 1997 pasó a ser párroco de la Inmaculada Concepción en Jacarezinho.
Su ordenación episcopal tuvo lugar el 14 de agosto de 1998 en Jacarezinho. El 30 de agosto, dos Santos asumió el cargo de tercer obispo de la diócesis de Campo Mourão.
Fue Administrador Apostólico de la Diócesis de Umuarama entre el 9 de mayo de 2002 y el 13 de diciembre de 2002.
El 31 de octubre de 2007 dos Santos fue nombrado Arzobispo de Cascavel, asumiendo el cargo el 25 de enero de 2008.
Falleció el 11 de marzo de 2021, a los 66 años de edad, por complicaciones derivadas de la COVID-19.